# Gunung Singkrieng
Gunung Singkrieng är en kulle i Indonesien.   Den ligger i provinsen Aceh, i den västra delen av landet, 1 700 km nordväst om huvudstaden Jakarta. Toppen på Gunung Singkrieng är 119 meter över havet.
Terrängen runt Gunung Singkrieng är kuperad norrut, men söderut är den platt.Runt Gunung Singkrieng är det ganska glesbefolkat, med 22 invånare per kvadratkilometer. I omgivningarna runt Gunung Singkrieng växer i huvudsak städsegrön lövskog.